# Keratsa av Bulgarien
Keratsa-Maria av Bulgarien, ibland kallad enbart Maria, född 1348, död 1390, var en bysantinsk kejsarinna, gift med Andronikos IV Palaiologos.

## Biografi
Keratsa-Maria var dotter till den bulgariske tsaren Ivan Alexander och hans judiska tsaritsa Sarah (Theodora).  
Den 17 augusti 1355 trolovades Keratsa med den blivande kejsaren Andronikos IV Palaiologos. Patriarkatets äktenskapsdokument angav att "detta kommer att vara fördelaktigt för de kristna - bysantinerna och bulgarerna - och skadligt för de otrogna (turkarna)."
Giftermålet ägde rum året därpå, 1356. En särskild dispens krävdes eftersom parterna båda ännu var barn (bruden sju år gammal). 
Keratsa och Andronikos IV Palaiologos fick tre barn, en son och två döttrar. 
År 1373 ledde Andronikos, medan han fortfarande var medkejsare med sin far, Johannes V Palaiologos, en misslyckad revolt mot den osmanske sultanen Murad I. Som ett resultat blev Keratsa (tillsammans med sin man och son) fängslad i tre år på order av hennes svärfar. De släpptes 1376 efter hjälp av hennes bulgariska familj och den genuesiska kolonin i Konstantinopel.  
Den 12 augusti 1376 störtade Andronikos IV sin far och blev kejsare av det bysantinska riket, och Keratsa blev kejsarinna. Den 1 juli 1379 återinsattes Johannes V. Andronikos IV förklarades åter som sin fars medkejsare 1381. 
Keratsa blev änka 1385. Hon fick då vårdnaden om sin son, som också var tronarvinge, men tvingades bli nunna och gå i kloster under namnet Mathissa. Fem år senare, 1390, uppges hon ha hunnit se sin son bestiga tronen. Hon avled senare samma år. 